# Fédération ukrainienne de rugby à XV
La Fédération ukrainienne de rugby à XV (officiellement en ukrainien : Федерація регбі України, en anglais : National Rugby Federation of Ukraine) est l'instance qui régit l'organisation du rugby à XV en Ukraine.

## Historique
La Fédération ukrainienne est fondée en 1991, année de l'indépendance du pays vis-à-vis de l'URSS. Elle organise notamment le championnat et la Coupe d'Ukraine.
Elle devient membre en 1992 de la FIRA-AER, organisme européen du rugby, puis au mois de novembre, de l'International Rugby Board, organisme international du rugby,.
Elle est également membre du Comité national olympique ukrainien.

## Logo

Évolution du logo
Ancien logo.
Logo actuel.

## Présidents
Parmi les personnes se succédant au poste de président de la fédération, on retrouve :
- 2003-2005 : Oleksi Tsibko[7]
- Giorgi Dzhangirian[8]
- Bajenkov Evgeni Vladimirovich[9]